# Francesco Cardelli
Francesco Cardelli (ur. 1 maja 1964) – sanmaryński narciarz alpejski, uczestnik Zimowych Igrzysk Olimpijskich 1984 w Sarajewie i Zimowych Igrzysk Olimpijskich 1988 w Calgary.

## Wyniki olimpijskie
| Igrzyska      | Konkurencja            | Czas    | Wynik |
| ------------- | ---------------------- | ------- | ----- |
| Sarajewo 1984 | Slalom gigant mężczyzn | DNF     | DNF   |
| Sarajewo 1984 | Slalom mężczyzn        | 2:33.73 | 40.   |
| Calgary 1988  | Slalom gigant mężczyzn | 2:51.43 | 63.   |
| Calgary 1988  | Slalom mężczyzn        | 2:35.21 | 44.   |